# Analiză tehnică
Analiza tehnică reprezintă studiul trecutului acțiunilor sau altor instrumente financiare în vederea prezicerii evolutiilor următoare și a luării deciziilor de investiție. Analiza tehnică se folosește de evolutia prețului și uneori și de evolutia volumului de tranzacționare și are la bază faptul că prețul unui instrument financiar include toate informațiile cunoscute în prezent de piață despre acel instrument și că evolutia tinde să respecte anumite tipare repetitive.
Există foarte multe tipuri sau tehnici de analiză tehnică însa, în general pot fi împărțite in cateva categorii distincte:
- Studiul trendurilor - are la bază faptul că prețurile tind să mențină evoluția din trecut.
- Studiul psihologiei speculatorilor - are la bază faptul că prețurile instrumentelor sunt determinate de tipuri de psihologie umanăȘ  frica, lacomie, panica, etc.
- Studiul formațiunilor tehnice - studiază tipurile de miscări realizate de preț în încercarea de a identifica o modalitatea probabilistică în care se va concluziona acea formațiune.
- Studiul indicatorilor tehnici - utilizeaza modele matematice simple sau complexe în încercarea de a identifica evoluții viitoare probabile.

## Unelte folosite
In analiza tehnica, se folosesc programe dezvoltate special pentru acest lucru (ex: Metatrader, * FNCharts) care permit trasarea linilor de trend si a alotr formatiuni grafice, generarea de indicatori financiari (ex: MACD), si multe altele.

## Legături externe
- Grafice de analiza tehnica pentru Bursa de valori Bucuresti
- Technical analysis
- Analize tehnice ale emitentilor de la Bursa de Valori Bucuresti
- Analiza tehnica Arhivat în 2 mai 2015, la Wayback Machine.